# 2 août aux Jeux olympiques d'été de 2012
Le jeudi 2 août aux Jeux olympiques d'été de 2012 est le neuvième jour de compétition.

## Programme
| Heure UTC+1 (Londres)                         |               |
| bleu                                          | Cérémonie     |
| neutre                                        | Épreuve       |
| or                                            | Finale        |
| orange                                        | Petite finale |
| rose                                          | Reporté       |
| gris                                          | Annulé        |
| Compétition masculine                         | Hommes        |
| Compétition féminine                          | Femmes        |
| Compétition mixte (hommes et femmes mélangés) | Mixte         |
| Compétition en couple (1 homme et 1 femme)    | Couple        |
| modifier                                      |               |

| Horaire   | Discipline Spécialité | Discipline Spécialité                              | Discipline Spécialité                         | Phase                       | Résultats                                                                 | Références |
| --------- | --------------------- | -------------------------------------------------- | --------------------------------------------- | --------------------------- | ------------------------------------------------------------------------- | ---------- |
| 8 h 30    |                       | Hockey sur gazon Tournoi féminin                   | Compétition femmes                            | Phase de poule Groupe A     | Corée du Sud 1 - 0 Japon                                                  | [ 1 ]      |
| 9 h       |                       | Badminton                                          | -                                             | Tours                       | -                                                                         | -          |
| 9 h       |                       | Basket-ball Tournoi masculin                       | Compétition hommes                            | Premier tour Groupe A       | France 82 - 74 Lituanie                                                   | [ 2 ]      |
| 9 h       |                       | Beach-volley Tournoi féminin                       | Compétition femmes                            | Phase préliminaire          | -                                                                         | -          |
| 9 h       |                       | Escrime Fleuret par équipes                        | Compétition femmes                            | 8e de finale                | -                                                                         | -          |
| 9 h       |                       | Tir Double trap                                    | Compétition hommes                            | Qualifications              | -                                                                         | -          |
| 9 h       |                       | Tir à l'arc Individuel                             | Compétition femmes                            | 8e de finale                | -                                                                         | -          |
| 9 h 30    |                       | Aviron Skiff                                       | Compétition femmes                            | Demi-finales                | -                                                                         | -          |
| 9 h 30    |                       | Handball Tournoi masculin                          | Compétition hommes                            | Tour Préliminaire Groupe B  | Espagne 33 - 29 Corée du Sud                                              | [ 3 ]      |
| 9 h 30 *  |                       | Judo Moins de 100 kg                               | Compétition hommes                            | 32e de finale               | -                                                                         | -          |
| 9 h 30 *  |                       | Judo Moins de 100 kg                               | Compétition hommes                            | 16e de finale               | -                                                                         | -          |
| 9 h 30 *  |                       | Judo Moins de 78 kg                                | Compétition femmes                            | 16e de finale               | -                                                                         | -          |
| 9 h 30    |                       | Volley-ball Tournoi masculin                       | Compétition hommes                            | Phase Préliminaire Groupe B | Serbie 2 - 3 Allemagne                                                    | [ 4 ]      |
| 9 h 32 *  |                       | Judo Moins de 78 kg                                | Compétition femmes                            | 8e de finale                | -                                                                         | -          |
| 9 h 33 *  |                       | Judo Moins de 100 kg                               | Compétition hommes                            | 8e de finale                | -                                                                         | -          |
| 9 h 34 *  |                       | Judo Moins de 78 kg                                | Compétition femmes                            | Quarts de finale            | -                                                                         | -          |
| 9 h 35 *  |                       | Judo Moins de 100 kg                               | Compétition hommes                            | Quarts de finale            | -                                                                         | -          |
| 9 h 50    |                       | Aviron Deux de couple                              | Compétition hommes                            | Finale                      | Nouvelle-Zélande · Italie · Slovénie                                      | [ 5 ]      |
| 10 h      |                       | Aviron Quatre sans barreur poids légers            | Compétition hommes                            | Finale                      | Afrique du Sud · Grande-Bretagne · Danemark                               | [ 6 ]      |
| 10 h      |                       | Beach-volley Tournoi féminin                       | Compétition femmes                            | Phase préliminaire          | -                                                                         | -          |
| 10 h      |                       | Natation 50 m nage libre                           | Compétition hommes                            | Séries                      | -                                                                         | -          |
| 10 h      |                       | Tennis de table Simple                             | Compétition hommes                            | Demi-finales                | -                                                                         | -          |
| 10 h      |                       | Water-polo Tournoi masculin                        | Compétition hommes                            | Phase préliminaire Groupe A | Espagne 13 - 9 Australie                                                  | [ 7 ]      |
| 10 h 10   |                       | Aviron Quatre sans barreur                         | Compétition hommes                            | Demi-finales                | -                                                                         | -          |
| 10 h 26   |                       | Natation 50 m nage libre                           | Compétition hommes                            | Séries                      | -                                                                         | -          |
| 10 h 27   |                       | Natation 800 m nage libre                          | Compétition femmes                            | Séries                      | -                                                                         | -          |
| 10 h 30   |                       | Aviron Deux de couple poids légers                 | Compétition femmes                            | Demi-finales                | -                                                                         | -          |
| 10 h 30   |                       | Escrime Fleuret par équipes                        | Compétition femmes                            | Quarts de finale            | -                                                                         | -          |
| 10 h 30   |                       | Tir Pistolet à 25 m tir rapide                     | Compétition hommes                            | Qualifications              | -                                                                         | -          |
| 10 h 45   |                       | Hockey sur gazon Tournoi féminin                   | Compétition femmes                            | Phase de poule Groupe B     | Australie 1 - 0 États-Unis                                                | [ 8 ]      |
| 10 h 50   |                       | Aviron Deux de couple poids légers                 | Compétition hommes                            | Demi-finales                | -                                                                         | -          |
| 11 h      |                       | Beach-volley Tournoi masculin                      | Compétition hommes                            | Phase préliminaire          | -                                                                         | -          |
| 11 h      |                       | Équitation Dressage individuel                     | Compétition mixte (hommes et femmes ensemble) | Grand-Prix 1er jour         | -                                                                         | -          |
| 11 h      |                       | Équitation Dressage par équipes                    | Compétition mixte (hommes et femmes ensemble) | Grand-Prix 1er jour         | -                                                                         | -          |
| 11 h 15   |                       | Basket-ball Tournoi masculin                       | Compétition hommes                            | Premier tour Groupe B       | Australie 81 - 61 Chine                                                   | [ 9 ]      |
| 11 h 15   |                       | Handball Tournoi masculin                          | Compétition hommes                            | Tour Préliminaire Groupe A  | France 25 - 19 Tunisie                                                    | [ 10 ]     |
| 11 h 20   |                       | Water-polo Tournoi masculin                        | Compétition hommes                            | Phase préliminaire Groupe A | Kazakhstan 4 - 11 Grèce                                                   | [ 11 ]     |
| 11 h 21   |                       | Natation 100 m papillon                            | Compétition hommes                            | Séries                      | -                                                                         | -          |
| 11 h 30 * |                       | Tennis                                             | -                                             | Tours                       | -                                                                         | -          |
| 11 h 45   |                       | Natation 100 m papillon                            | Compétition hommes                            | Séries                      | -                                                                         | -          |
| 11 h 46   |                       | Natation 200 m dos                                 | Compétition femmes                            | Séries                      | -                                                                         | -          |
| 12 h      |                       | Beach-volley Tournoi masculin                      | Compétition hommes                            | Phase préliminaire          | -                                                                         | -          |
| 12 h      |                       | Escrime Fleuret par équipes                        | Compétition femmes                            | Demi-finales                | -                                                                         | -          |
| 12 h      |                       | Voile 470                                          | Compétition hommes                            | Course 1                    | -                                                                         | -          |
| 12 h      |                       | Voile 49er                                         | Compétition hommes                            | Course 7                    | -                                                                         | -          |
| 12 h      |                       | Voile Finn                                         | Compétition hommes                            | Course 7                    | -                                                                         | -          |
| 12 h 5    |                       | Voile Star                                         | Compétition hommes                            | Course 7                    | -                                                                         | -          |
| 12 h 20   |                       | Volley-ball Tournoi masculin                       | Compétition hommes                            | Phase Préliminaire Groupe A | Australie 0 - 3 Bulgarie                                                  | [ 12 ]     |
| 12 h 30   |                       | Aviron Huit                                        | Compétition femmes                            | Finale                      | États-Unis · Canada · Pays-Bas                                            | [ 13 ]     |
| 12 h 30   |                       | Badminton                                          | -                                             | Tours                       | -                                                                         | -          |
| 12 h 45 * |                       | Voile 49er                                         | Compétition hommes                            | Course 8                    | -                                                                         | -          |
| 13 h 15 * |                       | Voile Finn                                         | Compétition hommes                            | Course 8                    | -                                                                         | -          |
| 13 h 20 * |                       | Voile Star                                         | Compétition hommes                            | Course 8                    | -                                                                         | -          |
| 13 h 30 * |                       | Boxe Poids légers (-60 kg)                         | Compétition hommes                            | 8e de finale                | -                                                                         | -          |
| 13 h 30   |                       | Canoë-kayak en eau vive/slalom C2                  | Compétition hommes                            | Demi-finales                | -                                                                         | -          |
| 13 h 30   |                       | Voile 470                                          | Compétition hommes                            | Course 2                    | -                                                                         | -          |
| 13 h 30   |                       | Voile Elliott 6m                                   | Compétition femmes                            | Qualifications              | -                                                                         | -          |
| 13 h 45   |                       | Hockey sur gazon Tournoi féminin                   | Compétition femmes                            | Phase de poule Groupe A     | Chine 0 - 1 Pays-Bas                                                      | [ 14 ]     |
| 14 h *    |                       | Judo Moins de 78 kg                                | Compétition femmes                            | Demi-finales                | -                                                                         | -          |
| 14 h      |                       | Tir à l'arc Individuel                             | Compétition femmes                            | Quarts de finale            | -                                                                         | -          |
| 14 h      |                       | Voile RS:X                                         | Compétition femmes                            | Course 5                    | -                                                                         | -          |
| 14 h 2 *  |                       | Judo Moins de 100 kg                               | Compétition hommes                            | Demi-finales                | -                                                                         | -          |
| 14 h 3 *  |                       | Judo Moins de 100 kg                               | Compétition hommes                            | Petite finale 1             | Ramziddin Sayidov (UZB) 001 - 020 Dimitri Peters (GER)                    | [ 15 ]     |
| 14 h 3 *  |                       | Judo Moins de 100 kg                               | Compétition hommes                            | Petite finale 2             | Henk Grol (NED) 010 - 000 Hwang Hee-Tae (KOR)                             | [ 16 ]     |
| 14 h 10   |                       | Water-polo Tournoi masculin                        | Compétition hommes                            | Phase préliminaire Groupe B | Monténégro 11 - 11 Serbie                                                 | [ 17 ]     |
| 14 h 12   |                       | Canoë-kayak en eau vive/slalom K1                  | Compétition femmes                            | Demi-finales                | -                                                                         | -          |
| 14 h 30   |                       | Basket-ball Tournoi masculin                       | Compétition hommes                            | Premier tour Groupe A       | Argentine 92 - 69 Tunisie                                                 | [ 18 ]     |
| 14 h 30   |                       | Beach-volley Tournoi féminin                       | Compétition femmes                            | Phase préliminaire          | -                                                                         | -          |
| 14 h 30 * |                       | Boxe Poids moyens (-75 kg)                         | Compétition hommes                            | 8e de finale                | -                                                                         | -          |
| 14 h 30   |                       | Handball Tournoi masculin                          | Compétition hommes                            | Tour Préliminaire Groupe B  | Croatie 26 - 19 Hongrie                                                   | [ 19 ]     |
| 14 h 30   |                       | Tennis de table Simple                             | Compétition hommes                            | Petite finale               | Dimitrij Ovtcharov (GER) 4 - 2 Chuang Chih-Yuan (TPE)                     | [ 20 ]     |
| 14 h 45 * |                       | Voile RS:X                                         | Compétition femmes                            | Course 6                    | -                                                                         | -          |
| 14 h 45   |                       | Volley-ball Tournoi masculin                       | Compétition hommes                            | Phase Préliminaire Groupe B | Russie 3 - 0 Tunisie                                                      | [ 21 ]     |
| 14 h 52   |                       | Tir à l'arc Individuel                             | Compétition femmes                            | Demi-finales                | -                                                                         | -          |
| 14 h 56   |                       | Judo Moins de 78 kg                                | Compétition femmes                            | Petite finale 1             | Abigél Joó (HUN) 000 - 100 Audrey Tcheuméo (FRA)                          | [ 22 ]     |
| 15 h      |                       | Escrime Fleuret par équipes                        | Compétition femmes                            | Placement 5e et 6e places   | Pologne 45 - 39 États-Unis                                                | [ 23 ]     |
| 15 h      |                       | Escrime Fleuret par équipes                        | Compétition femmes                            | Placement 7e et 8e places   | Grande-Bretagne 21 - 30 Japon                                             | [ 24 ]     |
| 15 h      |                       | Tir Double trap                                    | Compétition hommes                            | Finale                      | Peter Wilson (GBR) · Hakan Dahlby (SWE) · Vasily Mosin (RUS)              | [ 25 ]     |
| 15 h 3    |                       | Judo Moins de 78 kg                                | Compétition femmes                            | Petite finale 2             | Marhinde Verkerk (NED) 000 - 100 Mayra Aguiar (BRA)                       | [ 26 ]     |
| 15 h 18   |                       | Canoë-kayak en eau vive/slalom C2                  | Compétition hommes                            | Finale                      | Grande-Bretagne · Grande-Bretagne · Slovaquie                             | [ 27 ]     |
| 15 h 21   |                       | Tir à l'arc Individuel                             | Compétition femmes                            | Petite finale               | Khatuna Lorig (USA) 2 - 6 Mariana Avitia (MEX)                            | [ 28 ]     |
| 15 h 30   |                       | Beach-volley Tournoi féminin                       | Compétition femmes                            | Phase préliminaire          | -                                                                         | -          |
| 15 h 30   |                       | Tennis de table Simple                             | Compétition hommes                            | Finale                      | Zhang Jike (CHN) 4 - 1 Wang Hao (CHN)                                     | [ 29 ]     |
| 15 h 30   |                       | Water-polo Tournoi masculin                        | Compétition hommes                            | Phase préliminaire Groupe B | Roumanie 15 - 17 Hongrie                                                  | [ 30 ]     |
| 15 h 37   |                       | Tir à l'arc Individuel                             | Compétition femmes                            | Finale                      | Ki Bo-bae (KOR) 6 - 5 Aída Román (MEX)                                    | [ 31 ]     |
| 15 h 57   |                       | Canoë-kayak en eau vive/slalom K1                  | Compétition femmes                            | Finale                      | Émilie Fer (FRA) · Jessica Fox (AUS) · Maialen Chourraut (ESP)            | [ 32 ]     |
| 16 h      |                       | Cyclisme sur piste Vitesse par équipes             | Compétition femmes                            | Qualifications              | -                                                                         | -          |
| 16 h      |                       | Hockey sur gazon Tournoi féminin                   | Compétition femmes                            | Phase de poule Groupe B     | Afrique du Sud 0 - 2 Allemagne                                            | [ 33 ]     |
| 16 h *    |                       | Judo Moins de 78 kg                                | Compétition femmes                            | Finale                      | Kayla Harrison (USA) 002 - 000 Gemma Gibbons (GBR)                        | [ 34 ]     |
| 16 h      |                       | Voile RS:X                                         | Compétition hommes                            | Course 5                    | -                                                                         | -          |
| 16 h 10 * |                       | Judo Moins de 100 kg                               | Compétition hommes                            | Finale                      | Tuvshinbayar Naidan (MGL) 000 - 100 Tagir Khaibulaev (RUS)                | [ 35 ]     |
| 16 h 15   |                       | Cyclisme sur piste Vitesse par équipes             | Compétition hommes                            | Qualifications              | -                                                                         | -          |
| 16 h 15   |                       | Handball Tournoi masculin                          | Compétition hommes                            | Tour Préliminaire Groupe A  | Grande-Bretagne 21 - 32 Argentine                                         | [ 36 ]     |
| 16 h 30   |                       | Beach-volley Tournoi masculin                      | Compétition hommes                            | Phase préliminaire          | -                                                                         | -          |
| 16 h 30   |                       | Cyclisme sur piste Vitesse par équipes             | Compétition femmes                            | 1er tour                    | -                                                                         | -          |
| 16 h 30   |                       | Gymnastique artistique Concours général individuel | Compétition femmes                            | Finale                      | Gabrielle Douglas (USA) · Victoria Komova (RUS) · Aliya Mustafina (RUS)   | [ 37 ]     |
| 16 h 42   |                       | Cyclisme sur piste Poursuite par équipes           | Compétition hommes                            | Qualifications              | -                                                                         | -          |
| 16 h 45   |                       | Basket-ball Tournoi masculin                       | Compétition hommes                            | Premier tour Groupe B       | Brésil 74 - 75 Russie                                                     | [ 38 ]     |
| 16 h 45 * |                       | Voile RS:X                                         | Compétition hommes                            | Course 6                    | -                                                                         | -          |
| 16 h 45   |                       | Volley-ball Tournoi masculin                       | Compétition hommes                            | Phase Préliminaire Groupe A | Pologne 3 - 0 Argentine                                                   | [ 39 ]     |
| 17 h 30   |                       | Beach-volley Tournoi masculin                      | Compétition hommes                            | Phase préliminaire          | -                                                                         | -          |
| 17 h 46   |                       | Cyclisme sur piste Vitesse par équipes             | Compétition hommes                            | 1er tour                    | -                                                                         | -          |
| 17 h 59   |                       | Cyclisme sur piste Vitesse par équipes             | Compétition femmes                            | Finales                     | Allemagne · Chine · Australie                                             | [ 40 ]     |
| 18 h      |                       | Escrime Fleuret par équipes                        | Compétition femmes                            | Petite finale               | France 32 - 45 Corée du Sud                                               | [ 41 ]     |
| 18 h 15   |                       | Cyclisme sur piste Vitesse par équipes             | Compétition hommes                            | Finales                     | Grande-Bretagne · France · Allemagne                                      | [ 42 ]     |
| 18 h 20   |                       | Water-polo Tournoi masculin                        | Compétition hommes                            | Phase préliminaire Groupe B | Grande-Bretagne 7 - 13 États-Unis                                         | [ 43 ]     |
| 18 h 30   |                       | Badminton                                          | -                                             | Tours                       | -                                                                         | -          |
| 19 h      |                       | Hockey sur gazon Tournoi féminin                   | Compétition femmes                            | Phase de poule Groupe A     | Belgique 0 - 3 Royaume-Uni                                                | [ 44 ]     |
| 19 h 15   |                       | Escrime Fleuret par équipes                        | Compétition femmes                            | Finale                      | Italie 45 - 31 Russie                                                     | [ 45 ]     |
| 19 h 30   |                       | Handball Tournoi masculin                          | Compétition hommes                            | Tour Préliminaire Groupe B  | Serbie 25 - 26 Danemark                                                   | [ 46 ]     |
| 19 h 30   |                       | Natation 50 m nage libre                           | Compétition hommes                            | Demi-finales                | -                                                                         | -          |
| 19 h 38   |                       | Natation 200 m brasse                              | Compétition femmes                            | Finale                      | Rebecca Soni (USA) · Satomi Suzuki (JPN) · Yuliya Efimova (RUS)           | [ 47 ]     |
| 19 h 40   |                       | Water-polo Tournoi masculin                        | Compétition hommes                            | Phase préliminaire Groupe B | Italie 6 - 11 Croatie                                                     | [ 48 ]     |
| 19 h 46   |                       | Natation 200 m dos                                 | Compétition hommes                            | Finale                      | Tyler Clary (USA) · Ryosuke Irie (JPN) · Ryan Lochte (USA)                | [ 49 ]     |
| 19 h 54   |                       | Natation 200 m dos                                 | Compétition femmes                            | Demi-finales                | -                                                                         | -          |
| 20 h      |                       | Basket-ball Tournoi masculin                       | Compétition hommes                            | Premier tour Groupe B       | Espagne 79 - 78 Grande-Bretagne                                           | [ 50 ]     |
| 20 h      |                       | Beach-volley Tournoi masculin                      | Compétition hommes                            | Phase préliminaire          | -                                                                         | -          |
| 20 h      |                       | Volley-ball Tournoi masculin                       | Compétition hommes                            | Phase Préliminaire Groupe B | Brésil 1 - 3 États-Unis                                                   | [ 51 ]     |
| 20 h 16   |                       | Natation 200 m 4 nages                             | Compétition hommes                            | Finale                      | Michael Phelps (USA) · Ryan Lochte (USA) · László Cseh (HUN)              | [ 52 ]     |
| 20 h 30 * |                       | Boxe Poids coqs (-60 kg)                           | Compétition hommes                            | 8e de finale                | -                                                                         | -          |
| 20 h 34   |                       | Natation 100 m nage libre                          | Compétition femmes                            | Finale                      | Ranomi Kromowidjojo (NED) · Aliaksandra Herasimenia (BLR) · Tang Yi (CHN) | [ 53 ]     |
| 20 h 51   |                       | Natation 100 m papillon                            | Compétition hommes                            | Demi-finales                | -                                                                         | -          |
| 21 h      |                       | Beach-volley Tournoi masculin                      | Compétition hommes                            | Phase préliminaire          | -                                                                         | -          |
| 21 h 15   |                       | Handball Tournoi masculin                          | Compétition hommes                            | Tour Préliminaire Groupe A  | Suède 32 - 33 Islande                                                     | [ 54 ]     |
| 21 h 15   |                       | Hockey sur gazon Tournoi féminin                   | Compétition femmes                            | Phase de poule Groupe B     | Nouvelle-Zélande 1 - 2 Argentine                                          | [ 55 ]     |
| 21 h 30 * |                       | Boxe Poids moyens (-75 kg)                         | Compétition hommes                            | 8e de finale                | -                                                                         | -          |
| 22 h      |                       | Beach-volley Tournoi féminin                       | Compétition femmes                            | Lucky losers                | -                                                                         | -          |
| 22 h      |                       | Volley-ball Tournoi masculin                       | Compétition hommes                            | Phase Préliminaire Groupe A | Grande-Bretagne 0 - 3 Italie                                              | [ 56 ]     |
| 22 h 15   |                       | Basket-ball Tournoi masculin                       | Compétition hommes                            | Premier tour Groupe A       | États-Unis 156 - 63 Nigeria                                               | [ 57 ]     |
| 23 h      |                       | Beach-volley Tournoi masculin                      | Compétition hommes                            | Lucky losers                | -                                                                         | -          |

* Date du début estimée

## Tableaux des médailles
- Pays organisateur (Royaume-Uni)

| Rang  | Nation           | Or | Argent | Bronze | Total |
| ----- | ---------------- | -- | ------ | ------ | ----- |
| 1     | États-Unis       | 6  | 1      | 1      | 8     |
| 2     | Grande-Bretagne  | 3  | 3      | 0      | 6     |
| 3     | Russie           | 1  | 2      | 3      | 6     |
| 4     | Chine            | 1  | 2      | 1      | 4     |
| 5     | France           | 1  | 1      | 1      | 3     |
| 6     | Italie           | 1  | 1      | 0      | 2     |
| 7     | Allemagne        | 1  | 0      | 3      | 4     |
| 8     | Pays-Bas         | 1  | 0      | 2      | 3     |
| 9     | Corée du Sud     | 1  | 0      | 1      | 2     |
| 10    | Nouvelle-Zélande | 1  | 0      | 0      | 1     |
| 10    | Afrique du Sud   | 1  | 0      | 0      | 1     |
| 12    | Japon            | 0  | 2      | 0      | 2     |
| 13    | Australie        | 0  | 1      | 1      | 2     |
| 13    | Mexique          | 0  | 1      | 1      | 2     |
| 15    | Biélorussie      | 0  | 1      | 0      | 1     |
| 15    | Canada           | 0  | 1      | 0      | 1     |
| 15    | Mongolie         | 0  | 1      | 0      | 1     |
| 15    | Suède            | 0  | 1      | 0      | 1     |
| 19    | Brésil           | 0  | 0      | 1      | 1     |
| 19    | Danemark         | 0  | 0      | 1      | 1     |
| 19    | Espagne          | 0  | 0      | 1      | 1     |
| 19    | Hongrie          | 0  | 0      | 1      | 1     |
| 19    | Slovénie         | 0  | 0      | 1      | 1     |
| 19    | Slovaquie        | 0  | 0      | 1      | 1     |
| Total | Total            | 18 | 18     | 20     | 56    |

| Rang  | Nation             | Or | Argent | Bronze | Total |
| ----- | ------------------ | -- | ------ | ------ | ----- |
| 1     | Chine              | 18 | 11     | 5      | 34    |
| 2     | États-Unis         | 18 | 9      | 10     | 37    |
| 3     | Corée du Sud       | 7  | 2      | 5      | 14    |
| 4     | France             | 6  | 4      | 6      | 16    |
| 5     | Grande-Bretagne    | 5  | 6      | 4      | 15    |
| 6     | Allemagne          | 4  | 8      | 5      | 17    |
| 7     | Italie             | 4  | 5      | 2      | 11    |
| 8     | Corée du Nord      | 4  | 0      | 1      | 5     |
| 9     | Russie             | 3  | 6      | 8      | 17    |
| 10    | Kazakhstan         | 3  | 0      | 0      | 3     |
| 10    | Afrique du Sud     | 3  | 0      | 0      | 3     |
| 12    | Japon              | 2  | 6      | 11     | 19    |
| 13    | Pays-Bas           | 2  | 1      | 3      | 6     |
| 14    | Hongrie            | 2  | 1      | 2      | 5     |
| 15    | Ukraine            | 2  | 0      | 4      | 6     |
| 16    | Australie          | 1  | 7      | 3      | 11    |
| 17    | Roumanie           | 1  | 3      | 2      | 6     |
| 18    | Brésil             | 1  | 1      | 2      | 4     |
| 19    | Nouvelle-Zélande   | 1  | 0      | 2      | 3     |
| 20    | Slovénie           | 1  | 0      | 1      | 2     |
| 21    | Géorgie            | 1  | 0      | 0      | 1     |
| 21    | Lituanie           | 1  | 0      | 0      | 1     |
| 21    | Venezuela          | 1  | 0      | 0      | 1     |
| 24    | Mexique            | 0  | 3      | 1      | 4     |
| 25    | Canada             | 0  | 2      | 5      | 7     |
| 26    | Colombie           | 0  | 2      | 1      | 3     |
| 26    | Cuba               | 0  | 2      | 1      | 3     |
| 28    | Suède              | 0  | 2      | 0      | 2     |
| 29    | Biélorussie        | 0  | 1      | 1      | 2     |
| 29    | Danemark           | 0  | 1      | 1      | 2     |
| 29    | Espagne            | 0  | 1      | 1      | 2     |
| 29    | Indonésie          | 0  | 1      | 1      | 2     |
| 29    | Mongolie           | 0  | 1      | 1      | 2     |
| 29    | Norvège            | 0  | 1      | 1      | 2     |
| 35    | République tchèque | 0  | 1      | 0      | 1     |
| 35    | Égypte             | 0  | 1      | 0      | 1     |
| 35    | Pologne            | 0  | 1      | 0      | 1     |
| 35    | Thaïlande          | 0  | 1      | 0      | 1     |
| 35    | Taipei chinois     | 0  | 1      | 0      | 1     |
| 40    | Slovaquie          | 0  | 0      | 3      | 3     |
| 41    | Azerbaïdjan        | 0  | 0      | 1      | 1     |
| 41    | Belgique           | 0  | 0      | 1      | 1     |
| 41    | Grèce              | 0  | 0      | 1      | 1     |
| 41    | Inde               | 0  | 0      | 1      | 1     |
| 41    | Moldavie           | 0  | 0      | 1      | 1     |
| 41    | Qatar              | 0  | 0      | 1      | 1     |
| 41    | Singapour          | 0  | 0      | 1      | 1     |
| 41    | Serbie             | 0  | 0      | 1      | 1     |
| 41    | Ouzbékistan        | 0  | 0      | 1      | 1     |
| Total | Total              | 91 | 92     | 102    | 285   |